# آرنو پیپرس
آرنو پیپرس (انگلیسی: Arno Pijpers؛ زادهٔ ۲۱ آوریل ۱۹۵۹) بازیکن سابق و مربی فوتبال اهل هلند است.
از باشگاه‌هایی که در آن بازی کرده‌است می‌توان به باشگاه فوتبال فاینورد اشاره کرد.